# 1006 Lagrangea
1006 Langrangea är en asteroid i huvudbältet  som upptäcktes den 12 september 1923 av den ryska astronomen Sergej Beljavskij vid Simeizobservatoriet på Krim. Dess preliminära beteckning var 1923 OU. Den blev sedan namngiven efter matematikern och astronomen Joseph-Louis Lagrange.
Lagrangeas senaste periheliepassage skedde den 12 november 2018.[Uppdatering behövs] Dess rotationstid har bestämts till 32,79 timmar.